# Ḩammāmīān
Ḩammāmīān (persiska: حَمّاميان, حَمّامِيان, حمّامیان) är en ort i Iran.   Den ligger i provinsen Västazarbaijan, i den nordvästra delen av landet, 500 km väster om huvudstaden Teheran. Ḩammāmīān ligger 1 335 meter över havet och antalet invånare är 836.
Terrängen runt Ḩammāmīān är kuperad söderut, men norrut är den platt.Runt Ḩammāmīān är det ganska tätbefolkat, med 155 invånare per kvadratkilometer. Närmaste större samhälle är Būkān, 5,0 km söder om Ḩammāmīān. Trakten runt Ḩammāmīān består till största delen av jordbruksmark.